# La vita sospesa
La vita sospesa è un film del 1991 diretto da Maroun Bagdadi, vincitore del Premio della giuria al 44º Festival di Cannes.

## Riconoscimenti
- 1991 - Festival di Cannes
  - Premio della giuria